# Синедрион
Вижте пояснителната страница за други значения на Синедрион.
Синедрионът, наричан също Синедрин или Санхедрин, е орган на еврейското самоуправление в Юдея, съществувал от I век пр. Хр. до V век.
Синедрионът е върховен състав на еврейския религиозен съд бет дин. Според еврейската традиция, създател на Синедриона е още Моисей, но според съвременната историография той възниква много по-късно. Синедрионът се споменава от времето на хасмонейския цар Александър Янай в началото на I век пр. Хр., когато е сцена на борбата за надмощие между садукеи и фарисеи. По това време той изглежда представлява събрание на влиятелни личности в столицата Йерусалим, които подпомагат първосвещеника, като разглеждат различни религиозни и правни въпроси.
Във времето след разрушаването на Втория храм през 70 година Синедрионът се премества в Галилея и, окончателно поставен под контрола на фарисеите, става върховен орган на еврейското самоуправление. През този период той има 71 членове.
През 1997 Синедрионът е възстановен.